# Rádio T
Rádio T ou Rede T de Rádios é uma rede paranaense de estações de rádio com talk shows e programas de entretenimento. 
A rede conta com filiais, ou seja, emissoras próprias em Curitiba, Telêmaco Borba, Cascavel e Maringá, além de afiliadas em cidades como Foz do Iguaçu, Guarapuava, Paranaguá, Campo Mourão e Paranavaí, dentre outros municípios de menor porte. Curiosamente, todas as emissoras da rede possuem tecnologia RDS (mesmo as estações instaladas em países vizinhos).

## História
Está no ar desde a 1991 em Ponta Grossa, Paraná como Tropical FM, utilizando-se da concessão licenciada no município vizinho de Palmeira, através da FM 93,1 mHz (atualmente Rede Aleluia) e desde 2000 passou a ocupar a frequência da Lagoa Dourada FM em 97,3 MHz, que por sua vez, operava desde a década de 1970.  
Em meados de 1990, iniciou a expansão rumo ao interior de estado. No segundo semestre de 2008, ainda na mesma outorga da matriz, passa a operar em 99,9 mHz. Desde 1.º de junho de 2009, estreou um novo nome fantasia, e de "Tropical FM" passou a ser chamada "Rádio T", ou "Rede T de Rádios". Também em 2009, a emissora conseguiu uma concessão em Pinhais, capaz de abranger a Grande Curitiba em 106,9 MHz, migrando para 104,9 em maio de 2011.